# 993 Moultona
A 993 Moultona (ideiglenes jelöléssel 1923 NJ) a Naprendszer kisbolygóövében található aszteroida. George Van Biesbroeck fedezte fel 1923. január 12-én.